# Sárkeszi
Sárkeszi es un pueblo del distrito de Székesfehérvár, en el condado de Fejér, Hungría.